# Plaue
Plaue – miasto w Niemczech w kraju związkowym Turyngia, w powiecie Ilm, wchodzi w skład wspólnoty administracyjnej Geratal/Plaue. Do 31 grudnia 2018 wchodziło w skład wspólnoty administracyjnej Oberes Feratal. Przez Plaue przepływa rzeka Gera. Miasto jest położone ok. 11 km na północ od Ilmenau oraz ok. 8 km na południowy zachód od Arnstadt.
1 stycznia 2019 do miasta przyłączono gminę Neusiß, która stała się automatycznie jego dzielnicą.